# Dymusia immaculata
Dymusia immaculata är en skalbaggsart som beskrevs av Moser 1915. Dymusia immaculata ingår i släktet Dymusia och familjen Cetoniidae. Inga underarter finns listade i Catalogue of Life.